# Placentitis

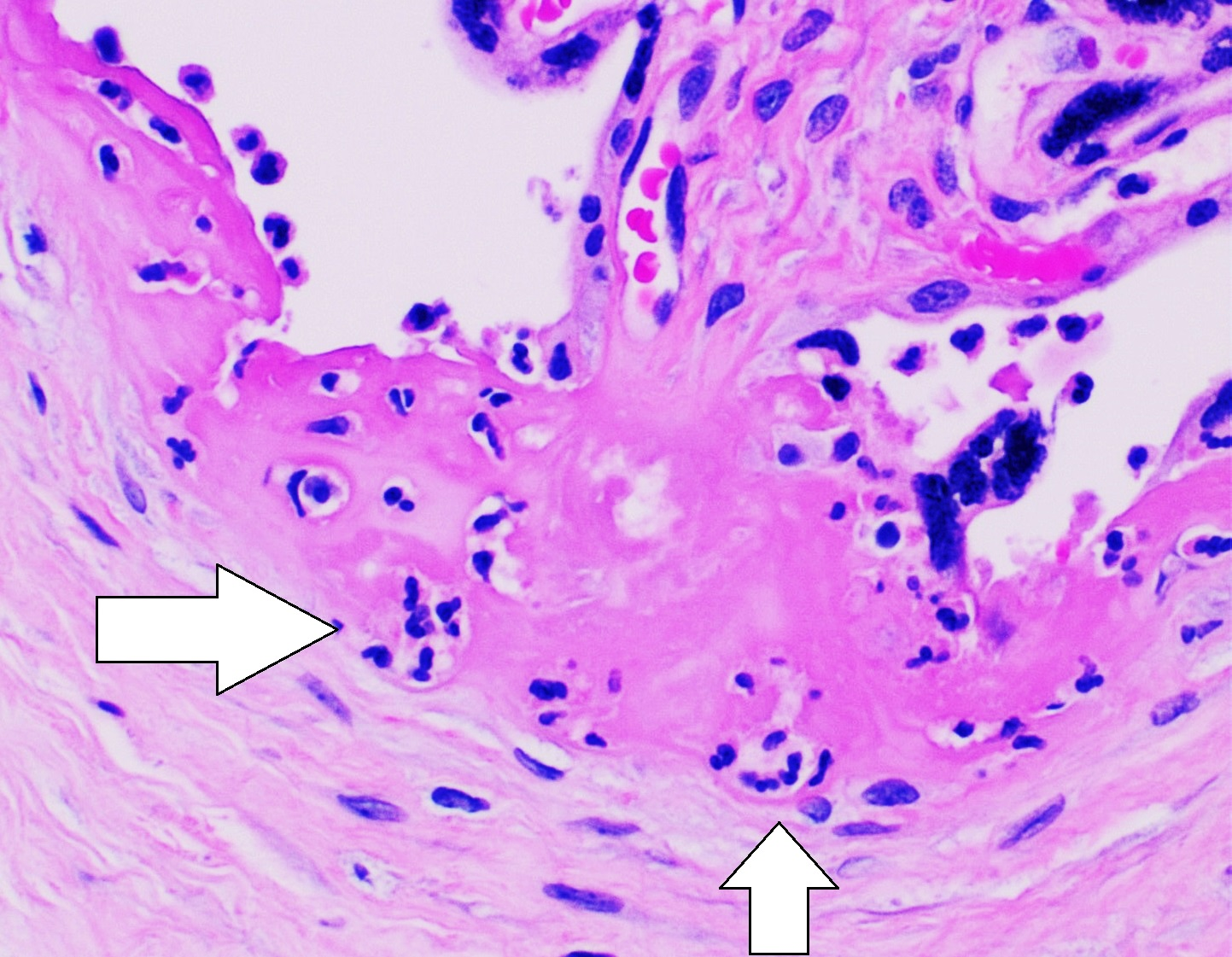
Histopatología de intervellositis subcoriónica aguda, con neutrófilos en la capa fibrinoide de Langhan (en la superficie fetal, en la base de una vellosidad coriónica, vista arriba a la derecha).

La placentitis es una inflamación de la placenta. Las principales formas de placentitis son:
- Villitis, inflamación de las vellosidades coriónicas.
- Intervillositis, inflamación del espacio intervelloso.[1]

Debido a la proximidad, la placentitis a menudo se presenta simultáneamente como funisitis (inflamación del cordón umbilical) y corioamnionitis (inflamación de las membranas fetales).
La inflamación placentaria linfocítica crónica ocurre en el 5% al 15% de los embarazos y generalmente no está asociada con una infección documentada.

## Villitis de causa desconocida
La vilitis de etiología desconocida (VUE, del inglés Villitis of unknown etiology), también conocida como vilitis crónica, es una lesión placentaria. La VUE es una condición inflamatoria que involucra las vellosidades coriónicas (vellosidades placentarias). Es una condición recurrente y puede estar asociada con la restricción del crecimiento intrauterino (RCIU). La RCIU implica el crecimiento deficiente del feto, la muerte fetal, el aborto espontáneo y el parto prematuro. Se repite en aproximadamente 1/3 de los embarazos posteriores.
La VUE es una lesión común caracterizada por inflamación en las vellosidades coriónicas placentarias. También se caracteriza por la transferencia de linfocitos maternos a través de la placenta.
Se diagnostica en 7 a 10% de placentas en embarazos. Aproximadamente el 80% de los casos de VUE son placentas a término (más de 37 semanas de embarazo). Un caso de VUE en una placenta de menos de 32 semanas debe ser examinado para detectar villitis infecciosa.

## Intervellositis histiocítica crónica
La Intervillositis Histiocítica Crónica (CHI o CHIV, del inglés Chronic Histiocytic Intervillositis), también conocida como Intervillositis Crónica de Etiología Desconocida (CIUE) e Intervillositis Crónica Masiva (MCI), se define como una infiltración difusa de células mononucleares (histiocitos, linfocitos, monocitos) de origen materno en el espacio intervelloso dentro de la placenta. A menudo resulta en una severa restricción del crecimiento intrauterino que puede provocar un aborto espontáneo o muerte fetal. La tasa de mortalidad perinatal general es alta: 41% a 77%. La tasa de recurrencia también es alta: 67% a 100%.